# Franz von Uchatius

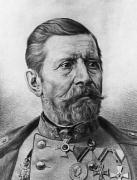
Franz von Uchatius

Franz von Uchatius (1811-1881) foi um general de artilharia e inventor austríaco. Dentre suas invenções, destacam-se aquelas para aplicações militares, também foi pioneiro na cinematografia.
Ele inventou um projetor de imagem em  movimento no ano de 1853, desenvolvido desde 1845 a partir do estroboscópio (criado por Simon von Stampfer) e do fenacistoscópio de Joseph Plateau. Este foi o primeiro exemplo de animação projetada, a ser demonstrada, em 1853; este dispositivo também é descrito como a combinação de zootropo com a lanterna mágica. Ele foi chamado cinetoscópio, um termo usado posteriormente por Thomas Edison (ver cinetoscópio). Para o desenvolvimento deste dispositivo ele valeu-se de seus conhecimentos em balística.
Ele trabalhou também em um pó sem fumaça, melhorando canhões e ligas (seu aço de bronze foi um cobre-estanho liga), e um balão-bomba, usado em 1849 contra Veneza, enviado a partir de um navio. O aço de Uchatius foi produzido industrialmente pela mistura de granulado de ferro com óxido de ferro.